# Уорн, Баз
Баз Уорн (англ. Baz Warne, род. 25 марта 1964 года в Сандерленде, Англия) — британский рок-музыкант, певец и гитарист, наибольшую известность получивший в составе The Stranglers — группы, с которой он выступает по сей день. До прихода в состав Уорн играл в Toy Dolls, Troubleshooters, Smalltown Heroes и Sun Devil. Уорн считается одним из двух вокалистов The Stranglers; на концертах ему отведены функции фронтмена; он исполняет те песни старого репертуара группы, которые пел его предшественник, Хью Корнуэлл.

## Биография
Баз Уорн (старший из четырёх братьев в семье) родился 25 марта 1964 года в Сандерленде, Англия. Вскоре семья переехала в Ванкувер (Канада): здесь прошло его детство, и здесь в девятилетнем возрасте он получил (в подарок от брата Криса на день рождения) свою первую гитару. В 1976 году семья вернулась в Англию. Здесь Уорн, подрабатывая (развозчиком молока и продавцом газет), смог приобрести первые качественные инструменты: сначала Kay Gibson S.G., затем, два года спустя, Kasuga и Telecaster. Свою первую группу Уорн собрал в 16 лет: первый концерт она провела в клубе New Crown в Саут-Шилдсе.
В 1982 году он стал участником сандерлендской метал-группы Spartan Warrior, но провёл с ней лишь концерт, прежде чем в 1983 году присоединиться к Toy Dolls в качестве бас-гитариста. С группой Уорн провёл британские и европейские гастроли, записался в студии (синглы «Cheerio & Toodle Pip» и «Alfie from the Bronx» вышли на Volume Records), в 1984 году отправился на концерты в США. По возвращении домой коллектив провёл ещё одно успешное местное турне в связке с The Adicts.
В 1985 году Уорн собрал собственную группу The Troubleshooters: в состав вошли брат Крис (англ. Chris Warne, вокал, гитара), Тони Роффе (англ. Tony Roffe, бас-гитара) и Колин Скотт (англ. Colin Scott), в недавнем прошлом также участник Toy Dolls. Два года спустя группа распалась, но в 1988 году собралась вновь, с новым барабанщиком Кевином Скоттом (англ. Kevin Scott) и под покровительством менеджера Харви Ли (англ. Harvey Lee).

### Smalltown Heroes
В 1990 году The Troubleshooters подписали издательский контракт с Global Music, но в 1992 году изменили название на Smalltown Heroes.
В 1993 году группа с продюсерами Стивом Бушем и Маршаллом Бёрдом записала свои первые демо-плёнки, а год спустя подписала контракт с E.G. Records. В тридцать лет таким образом Баз Уорн (к этому времени уже семейный человек) стал музыкантом-профессионалом. Группа дебютировала в том же году с «Moral Judgement (Sliding)», который в журнале Kerrang! получил статус «сингл недели».
В 1995 году группа в лондонской студии Battery записала дебютный альбом Human Soup; в сессиях, продолжавшихся полтора месяца, помимо Буша и Бёрда принял участие продюсер Крис Кимзи (англ. Chris Kimsey), известный по сотрудничеству с Rolling Stones. Проведя два британских турне, оба раза в качестве разогревщиков — с канадским гитаристом Джефом Хили и затем с The Stranglers, — группа в 1996 году выпустила дебютный альбом. Он был в целом благосклонно встречен критикой и Smalltown Heroes вышли в турне уже в качестве хедлайнеров.
Второй альбом, Atomic Cafe, названный в честь «винилового» клуба, ставшего любимым местом отдыха музыкантов, был записан группой в Мюнхене с продюсером Саймоном Эффеми (The Wildhearts, Pantera, Paradise Lost). Оказалось, однако, что у лейбла нет денег для его выпуска, и вскоре группа объявила о распаде.

### The Stranglers
В апреле 2000 года Баз Уорн вошёл в состав в The Stranglers, заменив здесь гитариста Джона Эллиса. Уже десять дней спустя вместе с группой он вылетел в Косово на концерт для миротворцев. В 2002 году Уорн провел первое британское турне в составе группы, а в 2004 — записал с ней альбом Norfolk Coast, для которого написал 4 песни, включая «Long Black Veil», вышедшую синглом.
В 2006 году после ухода Пола Робертса группа вернулась к формату квартета. Уорн вместе с Жаном-Жаком Бёрнелом сформировал тандем «основных вокалистов», став таком образом прямым наследником Хью Корнуэлла на этом поприще. В том же году был записан второй альбом База Уорна с The Stranglers, Suite XVI. С его материалом группа провела своё самое успешное британское турне за предыдущие двадцать лет.

## Дискография

### Студийные альбомы

#### Smalltown Heroes
- Human Soup (1996)

#### The Stranglers
- Norfolk Coast (2004)
- Suite XVI (2006)